# Estonsko na Letních olympijských hrách 2008
Estonsko se účastnilo Letní olympiády 2008. Zastupovalo ho 47 sportovců v 13 sportech.

## Medailisté
| Medaile | Jméno                       | Sport     | Soutěž          |
| ------- | --------------------------- | --------- | --------------- |
| Zlato   | Gerd Kanter                 | Atletika  | Muži hod diskem |
| Stříbro | Tonu Endrekson Jüri Jaanson | Veslování | muži dvojskif   |